# Elvira
Elvira is een van oorsprong Spaanse meisjesnaam, mogelijk afkomstig van Alvaro, wat "de verhevene" betekende. Een andere theorie is dat het van het Hispano-Gotisch Alvar komt, met de betekenis "de alles beschermende". 

## Bekende naamdraagsters
- Elvira Becks, Nederlands turnster
- Elvira van Castilië, prinses van Castilië (1085-1151)
- Elvira Nikolaisen, Noors zangeres
- Elvira Out, Nederlands actrice
- Elvīra Ozoliņa, Lets speerwerpster
- Elvira van Sicilië, prinses van Sicilië
- Elvira Stinissen, Nederlands paralympisch sporter
- Elvira Sweet, Nederlands politica

## Fictieve naamdraagsters
- Elvira Coot, beter bekend als Oma Duck
- Elvira, geliefde van Don Juan (personage uit de opera Don Giovanni)

## Overige
- Elvira (geslacht), een vogelgeslacht
- Elvira (computerspel), een computerspel van het genre avonturenspel